# Lactobacillus sakei

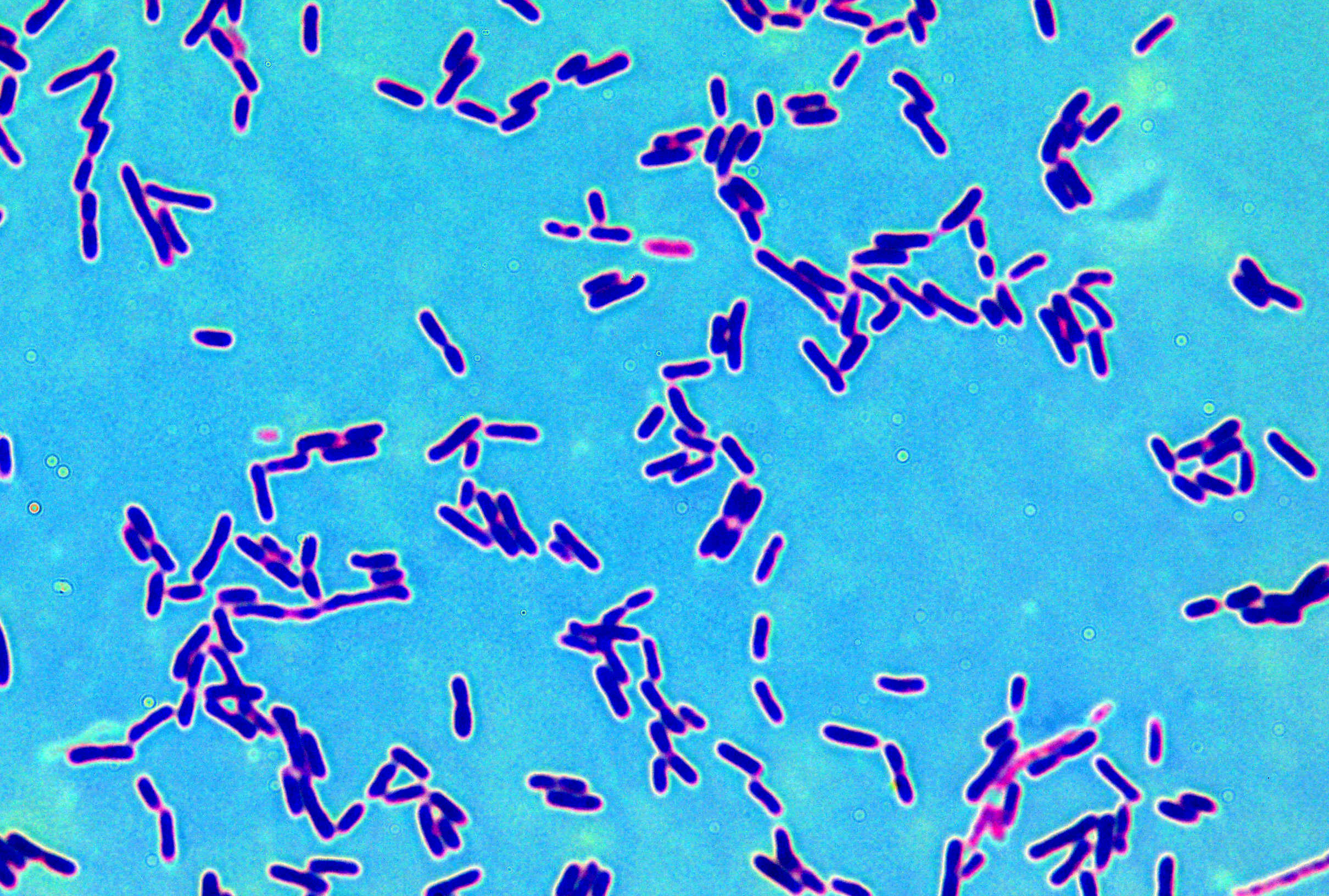
Lattobacilli,microscopia ottica 1000x

Latilactobacillus sakei  è la specie tipo del genere Latilactobacillus che era precedentemente classificata nel genere Lactobacillus prima della riclassificazione del 2020 . È un Gram-positivo anaerobio/anaerobio facoltativo di forma bastoncellare, presente comunemente sulle carni fresche e sui prodotti ittici. Questo microrganismo infatti è causa di fermentazioni sulle carni e sui prodotti a base di pesce, pertanto interviene nei processi di conservazione. In Europa è uno dei batteri utilizzati nei processi di fermentazione delle carni associato al Pediococcus pentosaceus e ad altri micrococchi, così come avviene ampiamente anche negli Stati Uniti (4).
Latilactobacillus sakei trae il nome dal sake, prodotto alcoolico ottenuto mediante la fermentazione del riso.
In natura è presente nell'apparato gastrointestinale e nelle basse vie genitali dei mammiferi sia domestici che selvatici e nei pesci.
Il processo di sequenziamento del genoma di questo batterio ha avuto un ruolo importante nel determinare come esso si adatti bene a moltiplicarsi nei prodotti a base di carne. Un gruppo di ricercatori dell'INRA (Institut National de La Recherche Agronomique) ha dimostrato che esso svolge un ruolo importante nella conservazione degli alimenti in funzione del metodo utilizzato per il confezionamento; tale ruolo è secondario anche al fatto che ha la capacità di produrre delle sostanze inibenti nei confronti di molti germi coinvolti nei processi di alterazione.
I ruolo di Latilactobacillus  sakei è anche secondario alla produzione di acido lattico per fermentazione degli zuccheri, riducendo il pH dell'ambiente in cui cresce, oltre che di acido acetico, etanolo, anidride carbonica ed altri composti secondari. L'acidificazione dell'ambiente può inibire la crescita di altri batteri commensali ed anche di alcuni patogeni: Latilactobacillus sakei produce delle batteriocine dette Sakacine P che inibiscono la crescita di molti batteri patogeni ed altri batteri coinvolti nei processi alterativi delle carni e dei prodotti ittici.

## Metabolismo
Il microrganismo appartiene agli eterofermentanti facoltativi (Gruppo II) e si sviluppa sulle carni fresche e sui prodotti ittici in quanto si adatta bene anche a crescere in presenza di scarse quantità di carboidrati. Latilactobacillus sakei fermenta il glucosio ed il ribosio (6). In seguito all'esame del suo genoma, si è osservato che sono presenti sistemi di trasporto per l'assorbimento dello zucchero molto limitati(1). Gli studi hanno dimostrato inoltre che in presenza di scarse quantità di zuccheri Latilactobacillus sakei è anche in grado di utilizzare nucleosidi come la inosina e l'adenosina come fonte alternativa di energia (1).

## Ricerche
Numerosi studi di ricerca sono stati eseguiti su Latilactobacillus sakei per capire quale fossero le sue condizioni ambientali di crescita ottimali, così come la capacità di fermentare la carne. Sono stati eseguiti studi per identificare le proteine ed i geni coinvolti quando Latilactobacillus sakei cresce in anaerobiosi. Mediante elettroforesi bidimensionale, i ricercatori hanno dimostrato che la proteina sovra-espressa durante la crescita anaerobica è una peptidasi e il gene corrispondente è pepR. Dopo aver eseguito alcuni esperimenti su questo gene, hanno trovato che il gene pepR era infatti responsabile della capacità di Latilactobacillus sakei di crescere in un ambiente anaerobico(2). In un altro studio, è emerso che quattro geni di Latilactobacillus sakei e cioè ctsR, asnA2, LSA1065 e LSA1194 sono coinvolti durante la fermentazione di Salsiccia cruda. Latilactobacillus sakei interagisce con altri batteri presenti sui prodotti di carne. Tra loro ci sono batteri potenzialmente patogeni come Escherichia coli e Listeria monocytogenes, che possono essere molto pericolosi per l'uomo (3) ed altri batteri che non necessariamente rappresentano un pericolo per la salute, ma sono coinvolti nei processi di alterazione degli alimenti di origine animale come Pseudomonas fragi e Brochothrix thermosphacta (4). Latilactobacillus sakei ha la capacità di produrre peptidi antimicrobici chiamati batteriocine che inibiscono la crescita di alcuni di questi batteri (5). Per esempio, è stato trovato in una ricerca studio un ceppo di Latilactobacillus sakei batteriocina-positivo che riuscì ad ostacolare la crescita di Listeria monocytogenes in filetti di trota iridea in specifiche condizioni ambientali, mentre ceppi batteriocina-negativi di Latilactobacillus sakei non fornivano alcuna inibizione (3).